# Eupelmus bedeguaris
Eupelmus bedeguaris är en stekelart som beskrevs av Julius Theodor Christian Ratzeburg 1852. Eupelmus bedeguaris ingår i släktet Eupelmus och familjen hoppglanssteklar.
Artens utbredningsområde är Tyskland. Inga underarter finns listade i Catalogue of Life.